# Daijō-kan
El Daijō-kan (太 政 官) o Departament d'Estat va ser el departament encarregat dels assumptes administratius al Japó durant l'era Heian i breument durant la Constitució de Meiji. Va ser creat pel Codi Taiho el 701, i va ser creat com una contrapart del Jingi-kan o Departament de Culte, que era encarregat dels temples i rituals shinto. El daijō-kan va ser encapçalat pel Gran Consell d'Estat i el Daijō Daijin (太 政 大臣, Canceller del Regne).
El Departament va perdre poder de manera gradual durant els segles x i xi, pel fet que el clan Fujiwara, que tenia els càrrecs de regents Imperials, van començar a acaparar el Daijō-kan i era comú que el Regent també tenia el lloc de Canceller o Ministre de la Dreta o ambdós. Al segle xii, el Consell no tenia poders, encara que no se sap quan el sistema va ser desmantellat. El departament va ressorgir sota la constitució Meiji amb l'asginació de Sanja Sanetomi el 1871, abans de ser completament abolit el 1885.